# كأس الإنتركونتيننتال 1964
كأس الإنتركونتيننتال 1964 هي البطولة الخامسة والتي جرت بين نادي إنديبندينتي منالارجنتين ونادي إيه سي ميلان الإيطالي في سبتمبر 1964.

## المباريات
في المباراة الأولى في 9 سبتمبر فاز إنديبندينتي بهدف وحيد في الأرجنتين، وفي المباراة الثانية فاز إيه سي ميلان بهدفين لصفر في إيطاليا.لذلك تم الاحتكام لمباراة ثالثة فاصله في ملعب سانتياغو برنابيو في مدريد وفاز النادي الإيطالي بهدف في الوقت لاضافي من اللاعب ماريو كورسو.